# Eddy Monsels
Eduard George Monsels (* 24. Januar 1948 in Paramaribo, Niederländisch-Guayana; † 1. November 2023) war ein surinamischer Sprinter.

## Karriere
Das Sprinttalent von Eddy Monsels wurde während seiner High-School-Zeit entdeckt. Später zog er in die Niederlande, wo er ein Studium im Bauingenieurwesen an der Universität Leiden aufnahm.
Im August 1968 wurde er niederländischer Meister über 100 m.
Durch diesen Erfolg wurde er für die Olympischen Sommerspiele 1968 in Mexiko-Stadt nominiert. Er war der erste Athlet aus Suriname überhaupt bei Olympischen Spielen. Im Wettkampf über 100 m schied er im Viertelfinale aus.
In der Folgezeit gewann Monsels zwei weitere niederländische Meistertitel. 1971 erneut über 100 m sowie in der Halle 1970 über 60 m. Nach seinem Studium zog Monsels zurück nach Suriname, wo er an der Anton de Kom Universität lehrte. Zudem gehörte er dem Vorstand des nationalen Leichtathletikverbandes an.
Eddy Monsels war Rekordhalter Surinames über 100 m, ehe sein Bruder Sammy Monsels 1982 eine bessere Zeit lief.